# Taylor Momsen
Taylor Momsen (Saint Louis (Missouri), 26 juli 1993) is een Amerikaans zangeres en actrice. Ze werd genomineerd voor onder meer een Saturn Award voor haar rol in How the Grinch Stole Christmas!.

## Loopbaan
Momsen begon haar carrière als actrice als driejarige in televisiereclames. In 1999 kreeg ze haar eerste filmrol in The Prophet's Game, waarop ze in 2000 doorbrak als kindster naast Jim Carrey in How the Grinch Stole Christmas. In 2002 speelde ze de dochter van de president in Spy Kids 2: Island of Lost Dreams en had ze een hoofdrol in de jeugdfilm Hansel & Gretel.
Momsen speelde van 2007 tot 2012 Jenny Humphrey in de dramaserie Gossip Girl, in Nederland uitgezonden vanaf de zomer van 2008.
Naast haar acteercarrière is ze ook de zangeres van de groep The Pretty Reckless. Ze stonden in 2011 op Rock Werchter en het Main Square Festival. In 2017 stond ze met haar band op het Belgische Pukkelpop en in het voorprogramma van de band Stone Sour in het Klokgebouw in Eindhoven.

## Discografie
(met The Pretty Reckless)

### Studioalbums
- Light Me Up (2010)
- Going To Hell (2014)
- Who You Selling For (2016)
- Death by Rock and Roll (2021)

### Ep's
- The Pretty Reckless (2010)
- Hit Me Like a Man (2012)

### Singles
- "Make Me Wanna Die" (2010)
- "Miss Nothing" (2010)
- "Just Tonight" (2010)
- "You" (2012)
- "My Medicine" (2012)
- "Kill Me" (2012)
- "Follow me down" (2013)
- "Going To Hell" (2014)
- "Heaven Knows" (2014)
- "Take Me Down" (2016)
- “Death by rock and roll”(2020)

## Filmografie
- Bibsys: 8030377
- Biblioteca Nacional de España: XX4862922
- Bibliothèque nationale de France: cb15683982x (data)
- Catàleg d'autoritats de noms i títols de Catalunya: 981058523972006706
- Gemeinsame Normdatei: 141515686
- International Standard Name Identifier: 0000 0000 8356 3618
- Library of Congress Control Number: n2003080676
- MusicBrainz: d1ecf86c-3d89-420e-b8c1-bceb6b101c61
- Bibliotheek van het Japanse parlement: 01230294
- Nationale Bibliotheek van Israël: 987007379462105171
- Système universitaire de documentation: 124063888
- Virtual International Authority File: 10175733
- WorldCat: E39PBJmXDmgdTTbbtrrp86B9Dq